# Strategies for Engineered Negligible Senescence
Pour les articles homonymes, voir sens.
Strategies for Engineered Negligible Senescence (littéralement « stratégies pour parvenir à une sénescence négligeable », ou « stratégies à mener pour réduire le vieillissement ») (acronyme : SENS), est un projet  qui a pour but l'extension radicale de l'espérance de vie humaine, par une évolution progressive allant du ralentissement du vieillissement, suivi de son arrêt, jusqu'au rajeunissement. Le caractère scientifique des théories sur lesquels il s'appuie a fait l'objet de controverses.

## Description
L'idée directrice est de considérer le vieillissement comme une maladie à combattre, et donc de s'attaquer aux « sept causes profondes du vieillissement » repérées par la recherche au XXe siècle, au lieu de ne traiter que les maladies qui n'en sont que les conséquences (cette dernière approche étant celle de la médecine actuelle). À cette fin ont été prévus sept sous-projets, à la concrétisation desquels travaillent un nombre croissant de scientifiques. Les « sept causes profondes du vieillissement » visées sont :
1. L'atrophie et perte de cellules. Au cours de la vie, les cellules sénescentes sont détruites et remplacées. Mais en vieillissant, certains organes comme le cœur, le cerveau, le squelette, les muscles et le thymus voient le nombre de leurs cellules se réduire. La division cellulaire peut être stimulée par l'administration de facteurs de croissance mais avec des effets secondaires comme le cancer. La stratégie RepleniSENS s'appuie sur l'utilisation de cellules souches, par reprogrammation ou clonage thérapeutique, pour cultiver des nouvelles cellules, tissus ou organes qui seront implantés[2].
2. Les mutations dans le noyau (cancer).
3. Les mutations dans les mitochondries
4. La sénescence cellulaire
5. Les réticulations aberrantes dans le milieu extracellulaire
6. Les déchets extracellulaires
7. Les déchets intracellulaires.

## Perception par la communauté scientifique
Les hypothèses soutenues par ce projet et les affirmations qui le sous-tendent n'ont pas de caractères scientifique et restent en 2006 des théories de travail. La revue du MIT, Technology Review , a offert en 2005 conjointement avec la Fondation Methuselah, une organisation fondée par de Gray, un prix de 20 000 dollars à tout biologiste moléculaire qui pourrait démontrer que ces théories étaient « si fausses qu'elles étaient indignes de débat savant », afin de déterminer  si les propositions de De Grey étaient de la science ou de la fantaisie. Les réponses apportées n'ont pas été jugées totalement convaincantes par le jury, une grande partie des jurés estimant que le projet n'était pas exactement une science, son auteur le décrivant comme « une sorte de projet d'ingénierie » et que les tentatives de réfutation ne prenaient pas en compte cette composante. La revue, bien que jugeant que la fausseté manifeste des théories n'était pas apportée, même si elles semblaient fantaisistes, a toutefois décidé de récompenser l'un des concourants pour sa quote-part de 10 000 dollars.
De Grey a publié des articles dans des journaux de première importance en collaboration avec de très importants biogérontologues tels que Bruce Ames, Leonid Gavrilov, et S. Jay Olshansky, ainsi que d'autres scientifiques comme Gregory Stock. De Grey a aussi reçu le soutien d'autres scientifiques de premier plan[réf. nécessaire] : ainsi William A. Haseltine (en), le pionnier du séquençage du génome humain, a déclaré au sujet du Prix de la Souris Mathusalem : « Il n'y a aucun effort comparable à celui-ci, et il a déjà significativement contribué à la prise de conscience que la médecine régénérative est une réalité très proche, pas une hypothèse ».
De Grey envisage d'accroître l'espérance de vie de plusieurs siècles, à l'aide de nouvelles techniques, à développer suffisamment rapidement pour que les nouveaux problèmes (qui pourraient surgir avec les âges toujours plus grands atteints) soient traités à l'avance.

## Financement
Le projet SENS dispose, fin 2014, d'une réserve de 6 950 000 dollars. Pour le moment, le principal donateur est Peter Thiel, fondateur de PayPal et donateur d'environ 3,5 millions de dollars.

## Prix de la Souris Mathusalem

Le logo officiel du Mprize.

En 2003, de Grey a cofondé, avec David Gobel, le prix de la Souris Mathusalem (Methuselah Mouse Prize). Le principe est d'encourager l'exploration de toute technique concrète d'accroissement de l'espérance de vie par l'attribution de récompenses financières aux scientifiques qui repoussent les limites de l'âge chez la souris. En effet De Grey pense que d'importants progrès chez cet animal motiveront de très grands investissements pour transposer chez l'être humain les techniques développées. L'objectif est l'accès le plus rapide possible à des médecines régénératives pour ceux qui le souhaitent (et qui en ont les moyens). Le Prix de la Souris Mathusalem dispose actuellement[Quand ?] d'une réserve de 4 000 033 $[réf. nécessaire].

## La «transe pro-vieillissement»
La « transe pro-vieillissement » ("pro-aging trance") est un terme introduit par de Grey pour décrire « l'impulsion à sauter à des conclusions injustifiées à un degré embarrassant afin de ne plus penser à l'horreur du vieillissement » (Rejuv. R. 2008). La transe pro-vieillissement ou l'« édifice pro-vieillissement » (de Grey, "Cracks in Social Gerontology's Pro-Aging Edifice") est une stratégie psychologique que les humains utilisent pour faire face au vieillissement. La croyance associée est que le vieillissement n'est pas seulement immutable et inévitable mais "désirable", comme part de l'ordre naturel ou part de l’ordre divin qui ne doivent pas être perturbés. La recherche de la Fondation SENS est souvent mal comprise ou déformée comme susceptible de "prolonger" plutôt que de retarder la période de décrépitude caractéristique de l'âge avancé. On réfère à cette croyance erronée en rappelant le mythe de Thiton : « l'erreur de Éos / Tithon ». Cette attitude « pro-vieillissement » est une réponse irrationnelle (Pro Aging Trance Explained) à l'inévitabilité perçue du vieillissement, et il la compare avec des résultats expérimentaux en théorie de la gestion de la peur (Pyszczynski [U. of Colorado], "Understanding the paradox of opposition to long-term extension of the human lifespan: fear of death, cultural worldviews, and the illusion of objectivity").